# ジョージ・ベネット (博物学者)

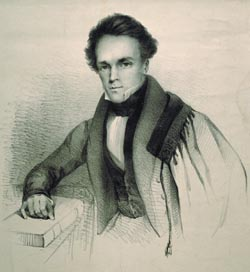
1840年代の George Bennettの肖像画

ジョージ・ベネット（George Bennett M.D., F.R.C.S., F.L.S., F.Z.S.,1804年1月31日 – 1893年9月29日）は、イギリス生まれのオーストラリアの医師、博物学者である。

## 略歴
プリマスで生まれた。15歳で学校を卒業した後、セイロンへ旅し、帰国後、医師になる訓練をプリマスや、ミドルセックス病院や、ウィリアム･ハンターが設立したハンテリアン医学校（Hunterian School of Medicine）で受けた。1828年に王立外科医師会会員の試験に合格し、後に王立外科医師会認定専門医（FRCS）の資格も得た
。船医の仕事を得て、オーストラリアを訪れた。友人となった、比較解剖学者のリチャード・オーウェンのカモノハシの研究に興味を持って、オーストラリアの動物の研究をするためにオーストラリアに渡ることを決めた。1932年の5月にプリマスを出発し、1934年に2年に渡るニューサウスウェールズ、バタヴィア、ペディル沿岸（Pedir、現在のアチェ）、シンガポール、中国への旅は、"Wanderings in New South Wales, Batavia, Pedir Coast, Singapore and China"のタイトルで出版された。1835年にロンドン動物学会の論文誌にカモノハシの論文（"Notes on the Natural History and Habits of the Ornithorhyncus paradoxus, Blum"）を発表した。
1836年に再び、オーストラリアに渡り、シドニーで医者を開業し成功した。自然科学への興味は継続し設立まもないオーストラリア博物館の名誉職員を務めた。オーストラリア博物館に寄贈された博物学的な物品や珍しい物品の目録を作り、1837年に発表した。医学雑誌に医学の論文を投稿するとともに、広い分野の著作を行った。その分野はクイーンズランドでの化石探索や、柑橘類の栽培と効用に関する著作もある。
1890年に王立ニューサウスウェールズ学会からオーストラリアの自然科学の発展に貢献した人物に送られるクラーク・メダルを受賞した。ヒクイドリ属の鳥類、Casuarius bennettii や カンガルー科の動物、Dendrolagus bennettianusに献名されている。

## 著書（一部）
- Bennett, George (1834). Wanderings in New South Wales, Batavia, Pedir Coast, Singapore and China: being the journal of a naturalist in those countries, during 1832, 1833 and 1834 (Vol. 1) London: Richard Bentley, University of Hong Kong Libraries, Digital Initiatives, China Through Western Eyes
- Bennett, George (1834). Wanderings in New South Wales, Batavia, Pedir Coast, Singapore and China: being the journal of a naturalist in those countries, during 1832, 1833 and 1834 (Vol. 2) London: Richard Bentley, University of Hong Kong Libraries, Digital Initiatives, China Through Western Eyes